# Jeanette Hain
Jeanette Hain (født 18. februar 1969) er er en tysk filmskuespiller. Hun har optrådt i mere end 90 film- og tv-produktioner siden 1990. Hain er måske bedst kendt for internationale publikum som Ralph Fiennes' kæreste i Oscar-prisvindende film The Reader.